# 巴音布拉格遗址
巴音布拉格遗址，位于今蒙古国南戈壁省瑙木贡县，为俄蒙考古队所发掘，是西汉受降城城址，其遗址包括附近的4个土丘墓葬及角台，还出土了不少汉代文物。
在遗址以东60—70米处有一连串由北至南的4个土丘，南面的土丘直径20米，高约1.5米，后2个直径约10米，高约1米。北面最大的土丘，直径约40米，高约2.5米，被断定为文献上所记载的受降都尉墓葬，死于前71年。城址东北200米处有一高约1.5米，宽约5米，长约30米的角台，此处发现一些陶瓷，青铜，生铁制品的碎片，在土壤表层及其以南地区和断壁下方200ｘ300米的地域内都出土了大量的文物。探沟和土壤表层出土的文物证明，西汉时期曾派军队在此驻扎过，并且与内蒙古汉代朝鲁库伦城址出土的类似。考古队在该遗址收集到几百个泥质灰陶的残片与瓦片，30个三棱铁铤铜镞，2个铜带钩，2个铜弩机，3个盖弓帽，2个五铢钱，5个铁直口锸等文物。